# Hüttwinkltal
Hüttwinkltal är en dal i Österrike.   Den ligger i förbundslandet Salzburg, i den centrala delen av landet, 280 km väster om huvudstaden Wien.
Trakten runt Hüttwinkltal består i huvudsak av gräsmarker. Runt Hüttwinkltal är det ganska glesbefolkat, med 45 invånare per kvadratkilometer.